# Steve Fah
Steve Fah, de son nom complet Fah Fotsing Steve Hyomez, né le 3 janvier 1987 à Bafoussam, est un influenceur et vidéaste web camerounais.
Il gagne en popularité grâce aux 3 minutes du peuple, une reprise commentée des séquences vidéos qui font le buzz sur Internet. Ses vidéos sont publiées en français.

## Biographie

### Études
Steve Fah est fils de gendarme et petit-fils de militaire. Durant son enfance, il parcourt plusieurs provinces et localités du Cameroun au gré des affectations de son père. Il se forme aux métiers de l'art au Gabon et obtient ensuite son Master en management des organisations à l'université de Yaoundé II.

### Carrière
Il se lance sur YouTube avec des séquences vidéos qui deviennent rapidement virales et sert de modèle pour plusieurs jeunes vidéastes. Il devient pionnier de la publicité à travers les influenceurs camerounais. Il est critiqué pour son ton dans certaines de ses vidéos. 
Il se positionne aussi avec succès comme communicant pour le compte des forces armées camerounaises notamment le Bataillon d'intervention rapide (BIR) dans quelques campagnes. Ses prises de position lui valent d'être régulièrement accusé d'être un soutien du régime du président Paul Biya,.